# هزارپای انسانی (دنباله نخست)
هزارپای انسانی (دنبالهٔ نخست) (انگلیسی: The Human Centipede (First Sequence)) یک فیلم وحشت جسمی هلندی به نویسندگی، کارگردانی و تهیه‌کنندگی مشترک توم سیکس است که در سال ۲۰۰۹ اکران شد. داستان این فیلم در مورد یک جراح آلمانی دیوانه است که سه گردشگر را می‌رباید و با جراحی دهان به مقعد انسان آن‌ها را به هم پیوند می‌دهد و یک «لوپ بی پایان انسانی» را تشکیل می‌دهد. در این فیلم دیتر لازر در نقش خالق هزارپا و یوزف هایتر در کنار اشلی سی ویلیامز، اشلین ینی و آکی‌هیرو کیتامورا در نقش قربانیانش بازی می‌کنند. این فیلم با الهام از آزمایش‌های انسانی نازی‌ها ساخته شد که در طول جنگ جهانی دوم انجام می‌شد؛ مانند جنایت‌های یوزف منگله در اردوگاه کار اجباری آشویتس.
توم سیکس پیش از فیلم‌برداری هنگام مراجعه به سرمایه‌گذارها جلوهٔ دهان به مقعد در طرح داستانی فیلم را ذکر نکرده بود تا پشتیبان‌های بالقوه فیلم را از دست ندهد. سرمایه‌گذارها تا زمان اتمام کامل فیلم، به این موضوع پی نبرده بودند. این فیلم به‌طور کلی از منتقدان سینما نظرات متفاوتی دریافت کرد، اما در جشنواره‌های بین‌المللی فیلم چندین جایزه را از آن خود کرد. این فیلم در ۳۰ آوریل ۲۰۱۰ به صورت انتشار محدود در سینماهای ایالات متحده به نمایش درآمد. دو دنباله با عنوان دنبالهٔ کامل و دنبالهٔ نهایی، همچنین به نویسندگی و کارگردانی سیکس، به ترتیب در سال ۲۰۱۱ و ۲۰۱۵ منتشر شدند. کل سه‌گانه در سال ۲۰۱۶ در یک فیلم تکی با عنوان دنبالهٔ کامل گردآوری شده‌است.

## داستان
در آلمان یک جراح دیوانه که متخصص عمل دوقلوهای بهم چسبیده است آرزوی خلق یک انسان هزارپا را دارد و ۳ توریست جوان (یک مرد ژاپنی و دو دختر آمریکایی) را می‌دزدد و با پیوند زدن دهان به مقعد یکدیگر و قرار دادن یک سیستم گوارشی مشترک یک هزارپای انسانی می‌سازد.

## بازیگران
- دیتر لازر در نقش دکتر جوزف هیتر

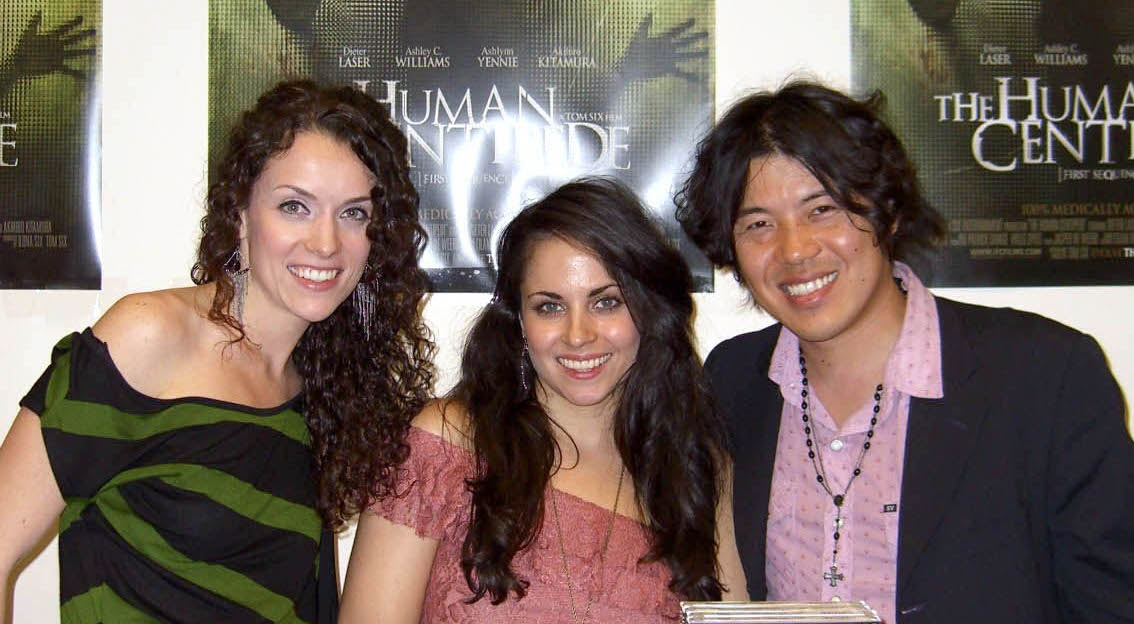
اشلین ینی، اشلی سی ویلیامز، و آکی‌هیرو کیتامورا در همایش بزرگ اپل در منهتن، ۱ اکتبر ۲۰۱۰

- اشلی سی ویلیامز در نقش لیندسی: توریست آمریکایی و بخش مرکزی هزارپا
- اشلین ینی در نقش جنی، قسمت عقب هزارپا
- آکی‌هیرو کیتامورا در نقش کاسورو، توریست ژاپنی و بخش جلوی هزارپا

## بازخوردها

### حواشی
هزارپای انسانی نقدهای مختلفی دریافت کرد. توم سیکس کارگردان فیلم در مصاحبه با مجله سینمایی هاستلر اعلام کرده که ارسال یادداشت‌های تهدیدآمیز به ایمیل، صندوق پست و حتی صفحه فیس‌بوک او تمامی ندارد. او گفت: پس از ساخت دو قسمت از فیلم «هزارپای انسانی» ارسال نامه‌های تهدیدآمیز به دفتر کارم آغاز شد. حتی بسیاری از مخالفان این فیلم طی پست‌های ارسالی در صفحات فیس‌بوک و توییتر، مرا فردی روانی و تهدیدی برای بشریت معرفی کرده‌اند. عده‌ای در پیام‌های خود گفته‌اند که من حتی بدتر و خطرناک‌تر از هیتلر هستم و باید کشته شوم. گروهی پا را فراتر نهاده و روش‌های مختلف شکنجه‌گری را که اغلب در فیلم به نمایش درآمده را برای کشتن من پیشنهاد داده‌اند.
سیکس در ادامه افزود: چنین پیام‌هایی تا حدودی موجب شده من به ساخت این فیلم‌ها افتخار کنم، چرا که تأثیر عمیقی بر مخاطبان داشته‌است.
بر این اساس، سیکس پیش از این اعلام کرده بود که فیلم «هزارپای انسانی» که دربارهٔ ربودن انسان‌ها، شکنجه و انجام برخی عملیات جراحی روی آن‌ها است، انعکاسی از شخصیت او نیست، بلکه تنها بخشی از ماجراجویی ذهنی او بوده‌است و کاملاً با چنین حرکات خشن و غیرانسانی مخالف است. این فیلم به دلیل وجود سکانس‌های خشونت‌آمیز در کشورهایی همچون انگلستان، نیوزلند، استرالیا اکران نشد و در بسیاری از کشورها معرفی هم نشد. برای اکران آن باید ۲ دقیقه و ۳۷ ثانیه از فیلم سانسور شود تا مجوز اکران در ۱۸ کشور را به دست آورد.

## دنباله
دو فیلم دیگر با نام‌های هزارپای انسانی ۲ (دنباله کامل) در سال ۲۰۱۱ و هزارپای انسانی ۳ (دنباله نهایی) در سال ۲۰۱۵ نیز ساخته شده‌اند که هر کدام داستان مستقلی دارند.